# Kapingamarangische Sprache
Kapingamarangi ist eine polynesische Sprache, die in Mikronesien auf Kapingamarangi und auf Pohnpei gesprochen wird.
Sie ist Muttersprache von 3000 Menschen und eng mit der Sprache von Nukuoro verwandt. Laut Harald Haarmanns Standardwerk:  Elementare Wortordnung in den Sprachen der Welt folgt die Sprache dem Wortstellungstyp Verb-Subjekt-Objekt und SVO.